# Герцог Браганса

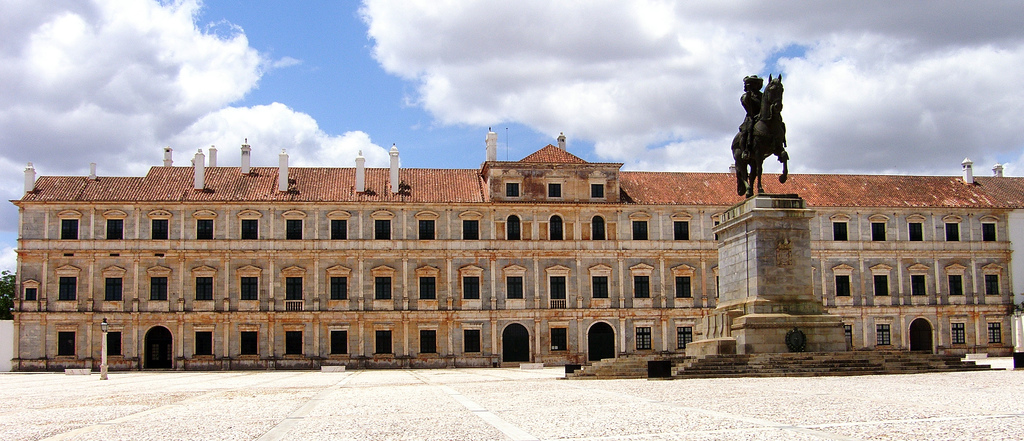
Дворец герцогов Брагансских в Вила-Висоза

Герцог Браганса — один из самых важных титулов, относящихся к правившей в Португалии династии Браганса. От восшествия на престол династии Браганса в 1640 году до основания Республики в 1910 году наследник португальской короны одновременно использовал благородный титул герцога Браганса. 
Герцоги Браганса владели городами в округах Браганса и Шавеш. Им принадлежали дворцы в Шавеше, Барселуше, Гимарайнше, Эворе, Вила-Висоза, а также в Лиссабоне.

## История

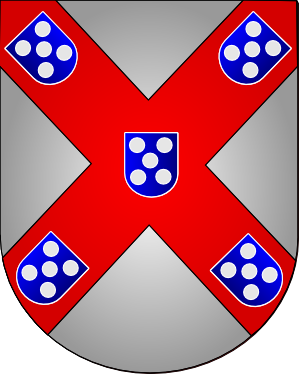
Герб герцогства Браганса до 1481 года

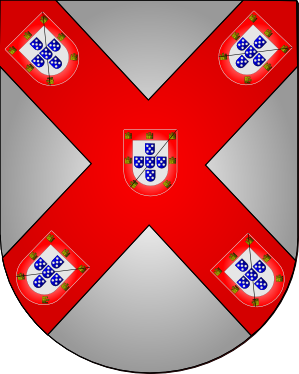
Герб герцогства Браганса с 1481 года

Дом Браганса был основан королем Жуаном I, правителем Авиша, и Нуну Алварешем Перейрой, который занимал должность коннетабля Португалии, оба боролись за укрепление власти своего рода, благодаря дарам.
Владения короля Жуана I описаны в письме о пожертвовании, составленном в Лиссабоне 8 ноября 1401 года: земли и суды Нейвы, Данке, Парельаля, Фарии, Рейтса, Вермоима со всем их имуществом. Имущество Нуну Алвареша Перейры состояло из деревни и замка Шавеш.

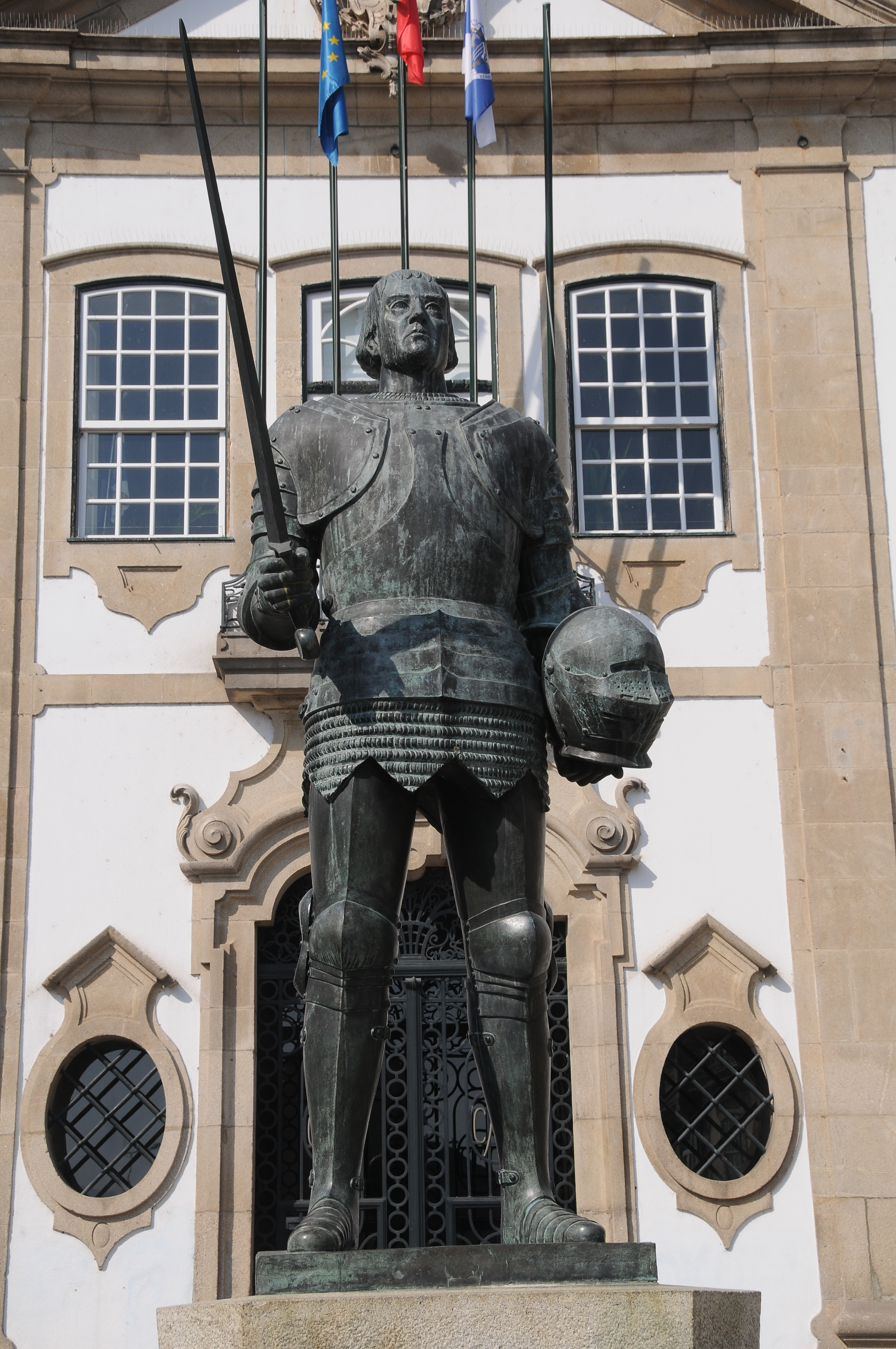
Дон Афонсу, 1-й герцог Браганса. Скульптура в Шавеше

Первым герцогом Браганса стал дон Афонсу, 3-й граф Барселуш, сын короля Жуана I, который женился на доне Беатриш, дочери коннетабля Португалии Нуну Алвареша Перейры. Дон Афонсу отличился при взятии Сеуты, в 1442 году принц регент дон Педру удостоил его титулом герцога Браганса с предоставлением соответствующих владений (город Браганса). С тех пор дом Браганса стал богатым и могущественным, а когда вошёл во владение обширного имущества коннетабля, превратился в самое роскошное знатное семейство Португалии. В то время резиденция герцогов располагалась в Каштелу Велью (Castelo Velho).
В 1483 году имущество семьи было конфисковано после казни герцога дона Фернанду, но Мануэл I восстановил право владения в пользу дона Жайме, сына осуждённого. С той поры могущество и богатство дома Браганса постоянно возростало. К 1640 году будущий король новой династии герцог дон Жуан был сеньором трёх герцогств (Браганса, Барселуш и Гимарайнш), владений маркиза Вила Висоза и четырёх графств. Ему принадлежали бо́льшая часть Минью, Траз-уж-Монтеш и почти вся территория Алентежу (Алту-Алентежу и Байшу-Алентежу). Число вассалов доходило до 8 000. В своём дворце в Вила Всозе герцог и герцогиня Браганские вели себя как короли относительно знати и слуг (fidalgos e criados), им прислуживало около 500 человек. Выходцы семейства по примеру отпрысков короля не присоединяли к своему имени никаких иных фамилий и использовали только титулы. Себастьян I предоставил им титул превосходительство. В Лиссабоне герцоги Браганса располагали тремя дворцами.
По сведениям А. П. Черных на 1997 год, здравствующий герцог Браганса Дуарте родился 15 мая 1945 года, проживает в Синтре, обладает титулами герцог Браганса, Гимарайнш, Барселуш; маркиз Вила-Висоза; граф Аррайолуш, Орен, Барселуш, Фарна, Нейва, Гимарайнш. С 1976 года считается претендентом на португальский престол, возглавляет Общество португальско-российской дружбы.

## Список герцогов Браганса
1. Афонсу I (1370—1461), 8-й граф де Барселуш[5], 1-й герцог де Браганса (с 1442 года)[6][1][7].
2. Фернанду I (1403—1478), 1-й маркиз де Вила Висоза (1455)[8], 2-й герцог де Браганса (с 1461 года)[1][7].
3. Фернанду II (1430—1483), 3-й герцог Браганса (с 1478 года)[1][9].
4. Жайме (1479—1532), 4-й герцог Браганса (с 1496 года[10])[1].
5. Теодозиу I (1520—1563), 5-й герцог Браганса (с 1532 года)[11].
6. Жуан I (1543—1583), 6-й герцог Браганса (с 1563 года)[11].
7. Теодозиу II (1568—1630), 7-й герцог Браганса (с 1583 года)[11][9].
8. Жуан II, герцог Браганса (1604—1656), 8-й герцог Браганса (1630—1641), 21-й король Португалии (с 1640 года)[11][9]. С установления новой династии титул герцога Браганса перешёл к первородным детям короля.
9. Теодозиу III (1634—1653), герцог Барселуш, герцог Браганса (с 1641 года).
10. Афонсу II (1643—1683), герцог Браганса (1653—1668), король Португалии (с 1668 года).
11. Педру (1648—1706), герцог Браганса (1668—1683).
12. Изабелла Луиза (1669—1690), принцесса Бейра, герцогиня Браганса (с 1683 года).
13. Жуан III, герцог Браганса (1689—1750), герцог Браганса (1689—1711), король Португалии (1711—1750)
14. Барбара Португальская (1711—1758), герцогиня Браганса (1711—1712).
15. Педру (1712—1714), 15-й герцог Браганса (с 1712 года).
16. Жозе I (1714—1777), герцог Браганса (1714—1750), король Португалии (с 1750 года).
17. Жозе II (1761—1788), принц Бейры, Бразилии, герцог Браганса (с 1777 года).
18. Жуан IV, герцог Браганса (1767—1826), герцог Браганса (1788—1816), король Португалии (с 1816 года).
19. Педру I (1798—1834), герцог Браганса (1816—1826 и 1831—1834), король Португалии (1826—1828).
20. Педру V (1837—1861), герцог Браганса (1837—1853), король Португалии (с 1853 года).
21. Карлуш I (1863—1908), герцог Браганса (1863—1889), король Португалии (с 1889 года).
22. Луиш Филипе (1887—1908), герцог Браганса (1889—1908).

После свержения монархии
- 23. Мигел Брагансский (1853—1927), 23-й герцог Браганса (1910—1920).
- 24. Дуарте I (1907—1976), герцог Браганса (1920—1976).
- 25. Дуарте II (род. 1945), герцог Браганса (1976 — н. в.)[4].

## Младшие линии

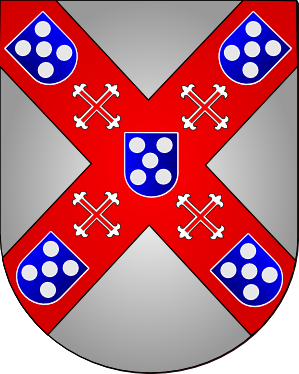
Герб герцогов Кадавал

От трёх внуков 1-го герцога Браганса происходят три младшие линии рода:
- У бастарда Афонсу Португальского (1440—1522), епископа Эворского, был внебрачный сын — родоначальник рода, представители которого в разное время носили титулы графов Вимиозу, маркизов Валенса и герцогов Лафоэнс. Эта отрасль продолжается и в XXI веке.
- От графа Афонсу де Норонья происходит род графов Одемира, Фару и Вимиэйра, продолжавшийся до XVIII века.
- От барона Алвару де Мелу происходят португальские герцоги Кадавал и испанские герцоги Верагуа. Последний из потомков Алвару в мужском колене (т. н. Алварешев), 10-й герцог Кадавал, умер в 2001 году, оставив нескольких дочерей, которые оспаривают его титул.

Младший сын Фернанду Африканского, 3-го герцога Браганса по имени Диниш женился на графине Лемос из испанского рода Кастро. От этого брака происходили итальянские герцоги Тауризано. Род угас в XVIII веке.
От младшего брата Теодора II по имени Дуарте происходил испанский род маркизов Флексилья и Ксарандилья, прекративший своё существование в XVIII веке.